# Segarcea-Vale
Segarcea-Vale é uma comuna romena localizada no distrito de Teleorman, na região de Muntênia. A comuna possui uma área de 72.78 km² e sua população era de 3491 habitantes segundo o censo de 2007.